# Tomer Kapon
Tomer Kapon, accreditato anche come Tomer Capone, Tomer Capon o Tomer Kappon (in ebraico תומר קאפון‎?; Holon, 15 luglio 1985), è un attore israeliano.

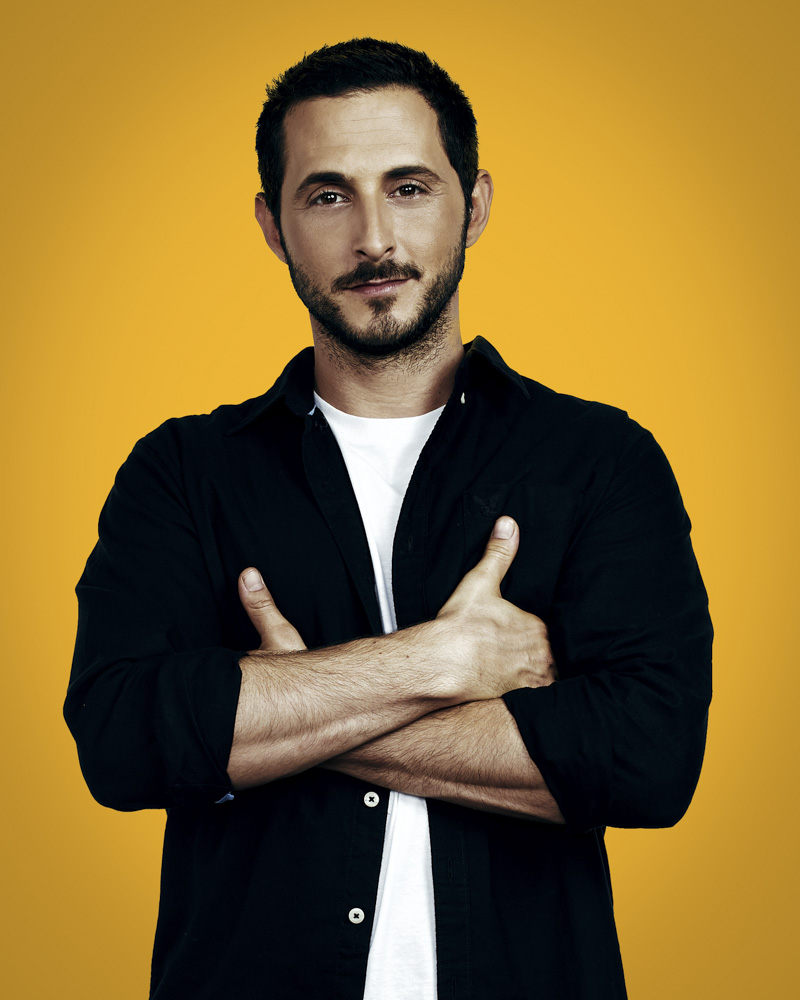
Tomer Kapon

In Occidente, è principalmente noto per aver partecipato alla serie televisiva del 2019 The Boys nel ruolo di Frenchie, ma ha anche partecipato a numerose produzioni israeliane esportate nel mondo come Hostages e Fauda.

## Biografia
Kapon è nato a Holon, in Israele in una famiglia ebrea, ed è cresciuto a Rishon LeZion. È imparentato con il regista israeliano Shay Capon. Dopo essersi diplomato, nel 2004 Kapon si è arruolato nelle Forze di difesa israeliane, dove era un soldato da combattimento del battaglione e successivamente un comandante di squadra nella Brigata dei Paracadutisti.
A 26 anni, ha vissuto nel quartiere Hativka di Tel Aviv, dove ha frequentato lo Yoram Loewenstein Performing Arts Studio per un anno.

### Vita privata
Dal 2012 è in una relazione con l'attrice israeliana Ortal Ben-Shoshan.
In un'intervista del 2019, l'attore ha risposto alle domande riguardo allo spelling del suo cognome, dicendo: "Dovrebbe finire con una "e", ma non vogliamo che le persone lo leggano come 'Capone' come il gangster. Non vogliamo nessun fraintendimento".

### Carriera
Ha partecipato a popolari serie televisive israeliane esportate all'estero come Hostages e il thriller politico Fauda. Ha fatto il suo debutto cinematografico nel 2015 nel film Sognare è vivere, diretto da Natalie Portman. Nel 2016 è stato premiato con un Premio Ophir per Miglior Attore non Protagonista nel film drammatico One Week and a Day.
Nel 2017 è stato uno dei personaggi celebri che hanno ricreato foto israeliane iconiche per celebrare il sessantanovesimo anno d'indipendenza del Paese. Kapon ha ricreato la copertina del magazine Live di Yossi Ben Hanan dopo la Guerra dei sei giorni, che ritraeva l'attore come un giovane soldato che impugnava un fucile in modo trionfale nelle acque del Canale di Suez.
Nel 2018 ha recitato nella serie televisiva Quando gli eroi volano, in cui interpreta un veterano di guerra dell'unità delle Forze Speciali, che si riunisce a tre amici per un'ultima missione nella giungla colombiana. La serie thriller è stata premiata come Migliore Serie al CanneSeries Festival.
Nel 2018, Kapon è stato un portavoce, insieme a Shlomit Malka, della catena di moda israeliana Fox.
Dal 2019 interpreta Frenchie nella serie televisiva The Boys, prodotta da Prime Video e basata sul fumetto omonimo.

## Filmografia

### Attore

#### Cinema
- Sognare è vivere, regia di Natalie Portman (2015)
- Hatuna MeNiyar, regia di Nitzan Giladi (2015)
- One Week and a Day, regia di Asaph Polonsky (2016)
- 7 giorni a Entebbe, regia di José Padilha (2018)
- Slingshot[7], regia di Mikael Håfström (2022)

#### Televisione
- Galis Summer Camp, regia di Oded Raz - serie TV, (2012)
- Hostages - serie TV, (2013-2016)
- Dig - serie TV, 2 episodi (2015)
- Fauda - serie TV, (2015)
- Sara Stein (Der Tel-Aviv-Krimi) - serie TV, (2016)
- Taagad - serie TV, (2016)
- Fullmoon - serie TV, (2017-2018)
- BeMerhak Me'a Meter: Long Distance - serie TV, (2018)
- Quando gli eroi volano - serie TV, (2018)
- The Boys - serie TV, 32 episodi (2019-in corso)

## Riconoscimenti
- Premi Ophir
  - 2016 – Miglior attore non protagonista per One Week and a Day[2]

## Doppiatori italiani
Nelle versioni in italiano nelle opere in cui ha recitato, Tomer Kapon è stato doppiato da:
- Raffaele Carpentieri in The Boys
- Simone Veltroni in Quando gli eroi volano
- Dario Sansalone in Fauda